# Simeon Bekbulatovitj
Simeon Bekbulatovitj (ry. Симеон Бекбулатович), född som Sain-Bulat okänt årtal, död 5 januari 1616 i Simonovklostret i Moskva, var en döpt khan av Qasim-tatarerna och militär ledare för Qasim-kavalleriet under livländska kriget. Han utsågs 1574 till Storfurste av hela Ryssland av Ivan den förskräcklige i ett av dennes infall. Bekbulatovitj innehade denna position till 1576. Efter denna period gifte Ivan bort sin kusin med Simeon och gjorde denne till furste av Tver och Torzjok. De efterföljande tsarerna var dock föga förtjusta i Simeons existens eftersom de kände att han hotade deras maktposition. Boris Godunov portförbjöd honom vid hovet och Falske Dmitrij skickade iväg honom till ett kloster där han skulle leva som en munk.